# Калохортус
Калохортус (лат. Calochortus) — род многолетних травянистых растений семейства Лилейные (Liliaceae).

## Ботаническое описание

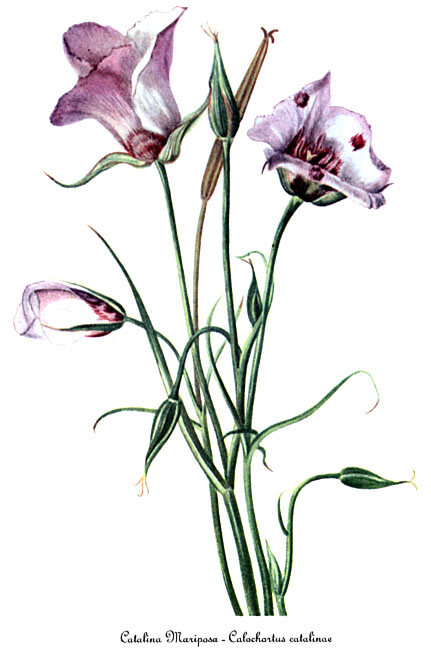
. Ботаническая иллюстрация Мэри Во Уолкотт (1860—1940)

Многолетние травянистые луковичные растения. Луковица туникатная, одетая чешуёй или волокнисто-сетчатой оболочкой. Стебли прямые или извилистые, обычно ветвистые, 10—80(200) см высотой. Листья линейные или ланцетные, приземные и стеблевые; стеблевые листья очередные, стеблеобъемлющие. Устьица аномоцитные.
Цветки верхушечные, одиночные или собраны по нескольку в зонтиковидное соцветие. Околоцветник из 6 свободных листочков, колокольчатый или звёздчатый. Три наружных листочка (чашелистики) яйцевидные или узколанцетные, зелёные, реже лепестковидные, пятнистые у основания. Три внутренних листочка (лепестки) ширококлиновидные, лепестковидные, различной окраски, волосистые, с желёзистой нектарной ямкой над основанием. Тычинок 6 в 2 ряда, короче околоцветника; пыльники линейные или продолговатые, прикреплены основаниями, раскрываются латерально, пыльца однобороздная. Гинецей синкарпный из 3 плодолистиков; завязь верхняя, трёхгнёздная, треугольно-цилиндрическая, рыльце сидячее. Семязачатки анатропные, битегмальные. Зародышевый мешок нормального типа. Эндосперм нуклеарный. Плод — коробочка, трёхгранная или трёхкрылая, линейная или шаровидная, септицидная (раскрывается по перегородкам). Семена многочисленные, зародыш линейный.

## Распространение
Встречаются в Северной Америке: от запада Канады и США до Мексики и Гватемалы.

## Хозяйственное значение и применение
Ряд видов используются в качестве декоративных растений (оформление бордюров и каменных горок, реже как комнатные растения).

## Список видов
Род Калохортус включает 74 вида:
- Calochortus albus (Benth.) Douglas ex Benth. — Калохортус белый
- Calochortus amabilis Purdy — Калохортус приятный
- Calochortus ambiguus (M.E.Jones) Ownbey
- Calochortus amoenus Greene
- Calochortus apiculatus Baker — Калохортус остропыльниковый
- Calochortus argillosus (Hoover) Zebell & P.L.Fiedl.
- Calochortus aureus S.Watson
- Calochortus balsensis García-Mend.
- Calochortus barbatus (Kunth) Painter — Калохортус светло-жёлтый
- Calochortus bruneaunis A.Nelson & J.F.Macbr.
- Calochortus catalinae S.Watson
- Calochortus cernuus Painter
- Calochortus ciscoensis S.L.Welsh & N.D.Atwood
- Calochortus clavatus S.Watson — Калохортус булавовидный, или Калохортус булавоволосый
- Calochortus coeruleus (Kellogg) S.Watson — Калохортус голубой, или Калохортус моусский
- Calochortus concolor (Baker) Purdy & L.H.Bailey
- Calochortus coxii M.R.Godfrey & Callahan
- Calochortus dunnii Purdy
- Calochortus elegans Pursh — Калохортус изящныйtypus[1]
- Calochortus eurycarpus S.Watson — Калохортус широкоплодный
- Calochortus excavatus Greene
- Calochortus exilis Painter
- Calochortus fimbriatus H.P.McDonald
- Calochortus flexuosus S.Watson
- Calochortus foliosus Ownbey
- Calochortus fuscus Schult.f.
- Calochortus ghiesbreghtii S.Watson
- Calochortus greenei S.Watson
- Calochortus gunnisonii S.Watson — Калохортус ганнисонский
- Calochortus hartwegii Benth. — Калохортус Хартвега
- Calochortus howellii S.Watson
- Calochortus ×indecorus Ownbey & M.Peck
- Calochortus invenustus Greene
- Calochortus kennedyi Porter — Калохортус Кеннеди
- Calochortus leichtlinii Hook.f.
- Calochortus longibarbatus S.Watson
- Calochortus luteus Douglas ex Lindl. — Калохортус жёлтый, или Калохортус ярко-жёлтый
- Calochortus lyallii Baker
- Calochortus macrocarpus Douglas — Калохортус крупноплодный
- Calochortus marcellae G.L.Nesom
- Calochortus mendozae Espejo, López-Ferr. & Ceja
- Calochortus minimus Ownbey
- Calochortus monanthus Ownbey
- Calochortus monophyllus (Lindl.) Lem. — Калохортус однолистный
- Calochortus nigrescens Ownbey
- Calochortus nitidus Douglas — Калохортус глянцевитый, или Калохортус павлиний
- Calochortus nudus S.Watson
- Calochortus nuttallii Torr. — Калохортус Нуталля
- Calochortus obispoensis Lemmon
- Calochortus palmeri S.Watson
- Calochortus panamintensis (Ownbey) Reveal
- Calochortus persistens Ownbey
- Calochortus plummerae Greene
- Calochortus pringlei B.L.Rob.
- Calochortus pulchellus (Benth.) Alph.Wood — Калохортус хорошенький
- Calochortus purpureus (Kunth) Baker
- Calochortus raichei Farwig & V.Girard
- Calochortus simulans (Hoover) Munz
- Calochortus spatulatus S.Watson
- Calochortus splendens Douglas ex Benth. — Калохортус блестящий, или Калохортус сверкающий
- Calochortus striatus Parish
- Calochortus subalpinus Piper — Калохортус Лобба
- Calochortus superbus Purdy ex Howell — Калохортус отличный
- Calochortus syntrophus Callahan
- Calochortus tiburonensis A.J.Hill
- Calochortus tolmiei Hook. & Arn. — Калохортус Толми, или Калохортус Тольмье
- Calochortus umbellatus Alph.Wood
- Calochortus umpquaensis Fredricks
- Calochortus uniflorus Hook. & Arn. — Калохортус одноцветковый
- Calochortus venustulus Greene
- Calochortus venustus Douglas ex Benth. — Калохортус прекрасный, или Калохортус красивый
- Calochortus vestae (Purdy) Wallace — Калохортус Весты
- Calochortus weedii Alph.Wood
- Calochortus westonii Eastw.